# François Guillaume

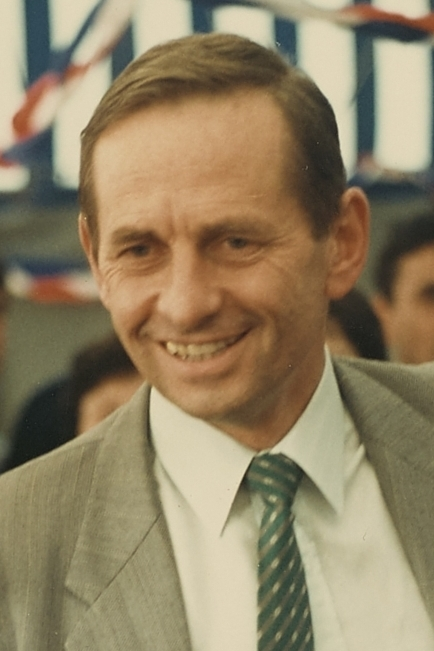
François Guillaume (1985)

François Guillaume (* 19. Oktober 1932 in Ville-en-Vermois, Département Meurthe-et-Moselle) ist ein französischer Gewerkschaftsfunktionär und Politiker der Rassemblement pour la République (RPR), der Union pour un mouvement populaire (UMP) sowie zuletzt von Debout la République beziehungsweise Debout la France (DLR/DLF), der unter anderem zwischen 1986 und 1988 Landwirtschaftsminister, von 1989 bis 1994 Mitglied des Europäischen Parlaments sowie zwischen 1993 und 2007 Mitglied der Nationalversammlung war.

## Leben
François Guillaume besuchte das Collège-lycée La Malgrange sowie das Lycée Notre-Dame Saint-Sigisbert und leistete Militärdienst als Reserveoffizier bei den Luftstreitkräften. Im Anschluss war er Landwirt tätig und engagierte sich zwischen 1964 und 1968 als Präsident der Gewerkschaft junger Landwirte CNJA (Centre national des jeunes agriculteurs). Zugleich war er vom 1. Dezember 1964 bis zum 30. November 1968 erstmals Mitglied des Wirtschafts- und Sozialrates (Conseil économique et social). Zugleich engagierte er sich zwischen dem 22. März 1965 und dem 21. März 1971 als Mitglied des Gemeinderates seines Geburtsortes Ville-en-Vermois. Während er sich von 1971 bis 1980 als Gründungspräsident des Regionalen Naturparks Lothringen engagierte, war er von 1972 bis 1986 auch Gründungspräsident von Télé Promotion Rurale Est und gehörte zwischen 1975 und 1979 dem Europäischen Wirtschafts- und Sozialausschuss als Mitglied an. Er war danach vom 3. Juli 1979 bis zum 23. März 1986 abermals Mitglied des Wirtschafts- und Sozialrates und zeitgleich als Nachfolger von Michel Debatisse zwischen 1979 und seiner Ablösung durch Raymond Lacombe 1986 Präsident des Nationalen Verbandes der Landarbeitergewerkschaften FNSEA (Fédération nationale des syndicats d’exploitants agricoles). Des Weiteren war er von 1981 bis 1990 Präsident von Saint-Hubert Industrie Laitière, einem Unternehmen der Agrar- und Lebensmittelindustrie.
Am 20. März 1986 wurde Guillaume als Landwirtschaftsminister (Ministre de l’Agriculture) in das Kabinett Chirac II berufen und bekleidete dieses Ministeramt bis zum 10. Mai 1988. Bei der Europawahl 1989 wurde er für die Sammlungsbewegung des Französischen Volkes RPR (Rassemblement pour la République) zum Mitglied des Europäischen Parlaments gewählt und gehörte diesem in der dritten Legislaturperiode vom 25. Juli 1989 bis zum 18. Juli 1994 an, wobei er Mitglied der Fraktion der Sammlungsbewegung der Europäischen Demokraten war. Während seiner Mitgliedschaft im Europäischen Parlament war er unter anderem zwischen dem 26. Juli 1989 und dem 14. Januar 1992 Mitglied des Ausschusses für Landwirtschaft, Fischerei und ländliche Entwicklung, vom 15. Januar 1992 bis zum 16. Februar 1992 Mitglied des Europäischen Parlaments bei der Paritätischen Versammlung des Abkommens zwischen den Staaten Afrikas, des Karibischen Raumes und des Pazifischen Ozeans (AKP) und der Europäischen Wirtschaftsgemeinschaft (EWG) sowie zuletzt zwischen dem 15. Januar 1992 und dem 18. Juli 1994 Mitglied des Ausschusses für Außenwirtschaftsbeziehungen.
Am 23. März 1992 wurde François Guillaume Mitglied des Regionalrates (Conseil régional) der damaligen Region Lothringen und gehörte diesem bis zum 2. April 1993 an. Als Nachfolger von Daniel Reiner wurde er für die RPR am 28. März 1993 erstmals zum Mitglied der Nationalversammlung (Assemblée nationale) gewählt und vertrat in dieser nach seinen Wiederwahlen am 1. Juni 1997, 14. Dezember 1997 sowie 16. Juni 2002 den vierten Wahlkreis des Département Meurthe-et-Moselle bis zum 19. Juni 2007, woraufhin Jacques Lamblin neuer Abgeordneter für diesen Wahlkreis wurde. Zugleich gehörte er vom 16. März 1998 bis zum 28. März 2004 erneut dem Regionalrat der  Region Lothringen angehörte. 2002 wurde er Mitglied der Union für eine Volksbewegung UMP (Union pour un mouvement populaire) und später der am 23. November 2008 gegründeten national-populistischen Kleinpartei Erhebe Dich Republik DLR (Debout la République), aus der im Oktober 2014 Erhebe dich Frankreich DLF (Debout la France) hervorging. Für seine Verdienste wurde er zum Kommandeur des Ordre du Mérite agricole ernannt.

## Veröffentlichungen
- Le Pain de la Liberté, Éditions Jean-Claude Lattès, 1983, ISBN 978-2-70960-1-856
- Le Complot des maîtres du pouvoir, Éditions Jean-Claude Lattès, 1999, ISBN 978-2-70962-1-045
- Vaincre la faim, pour en finir avec l’inacceptable, Éditions Eyrolles, 2009, ISBN 978-2-21254-4-411
- Un paysan au cœur du pouvoir, Éditions De Borée, 2015, ISBN 978-2-81291-4-317
- Les dix commandements de l’Homme politique, Éditions du Cherche Midi, 2021, ISBN 978-2-7491-6915-6